# Lars Melin (språkforskare)
Lars Jörgen Melin, född 18 april 1939, är en svensk språkforskare och författare. 
Melin är docent i svenska vid Stockholms universitet. Hans specialitet är experimentell språkforskning med inriktning på begriplighet, retorik och språk i samspel med grafisk form och bild. Han har skrivit flera böcker i dessa ämnen, till exempel Språkpsykologi (2004), Människan och skriften (2000) och Språk som syns (2000), och medverkar återkommande i radioprogram, språkspalter och liknande.
Mest känd är han för sina populärvetenskapliga böcker, till exempel Corporate bullshit (2004), Vett och etikett i språket (1998), Manipulera med språket (2003), Ärans och hjältarnas språk och Money talks. Flera böcker har han skrivit tillsammans med sin son Martin Melin, bland andra Dösnack och kallprat (1996) och Fiint språk (2005).
Melin tilldelades Karin Gierows pris 2015.
Melin har kritiserat Norges ansträngningar att tvångsupprätthålla två olika litterära dialekter av samma språk (bokmål och nynorsk) och den obligatoriska svenskaundervisningen i Finland. Enligt honom ökar den språkliga förvirringen och svårigheterna i Norge genom att man måste behärska två skriftliga former av modersmålet, och i Finland är det problematiskt att man i grundskolan och de flesta högre utbildningsanstalter tvingas lära sig ett språk som bara en liten andel av människorna behöver.